# Atherton Martín
Atherton Martin é um agrónomo e ambientalista dominicano. Ele recebeu o Prémio Ambiental Goldman em 1998 pelos seus esforços em proteger as florestas tropicais das ameaças ambientais devido às grandes operações planeadas de mineração de cobre.